# Atlantique (palynozone)
Pour les articles homonymes, voir Atlantique (homonymie).
 (décembre 2016).
Améliorez-le ou discutez des points à vérifier. 

Estimation des températures de l'hémisphère nord de droite à gauche, l'atlantique est situé entre -7500 et -3800.

L'Atlantique est une palynozone et une chronozone de l'Holocène. Elle correspond à un optimum climatique entre -7500 et -3800.

## Hémisphère nord
Dans l'hémisphère nord, le climat associé est chaud et humide, les forêts de feuillus s'étendent au détriment des forêts boréales qui trouvent refuge plus au nord ou dans les zones de montagnes. En Europe, la période voit l'extension maximum de la forêt constituée essentiellement par la chênaie mixte (chêne, orme et tilleul).

## Chronozones (1982)
(années « calibrées BP »)
- Préboréal : 12080 à 10187 BP
- Boréal : 10187 à 8332 BP
- Atlantique : 8332 à 5166 BP
- Subboréal : 5166 à 2791 BP
- Subatlantique : de 2791 BP à l'Anthropocène

## Subdivisions (2018)
L'Holocène a été subdivisé par la Commission internationale de stratigraphie en trois étages :
- le Greenlandien, s'étendant de 11700 à 8200 années ;
- le Northgrippien, s'étendant de 8200 à 4200 années ;
- le Méghalayen, s'étendant de 4200 années au temps présent.